# Mobiles Internetgerät

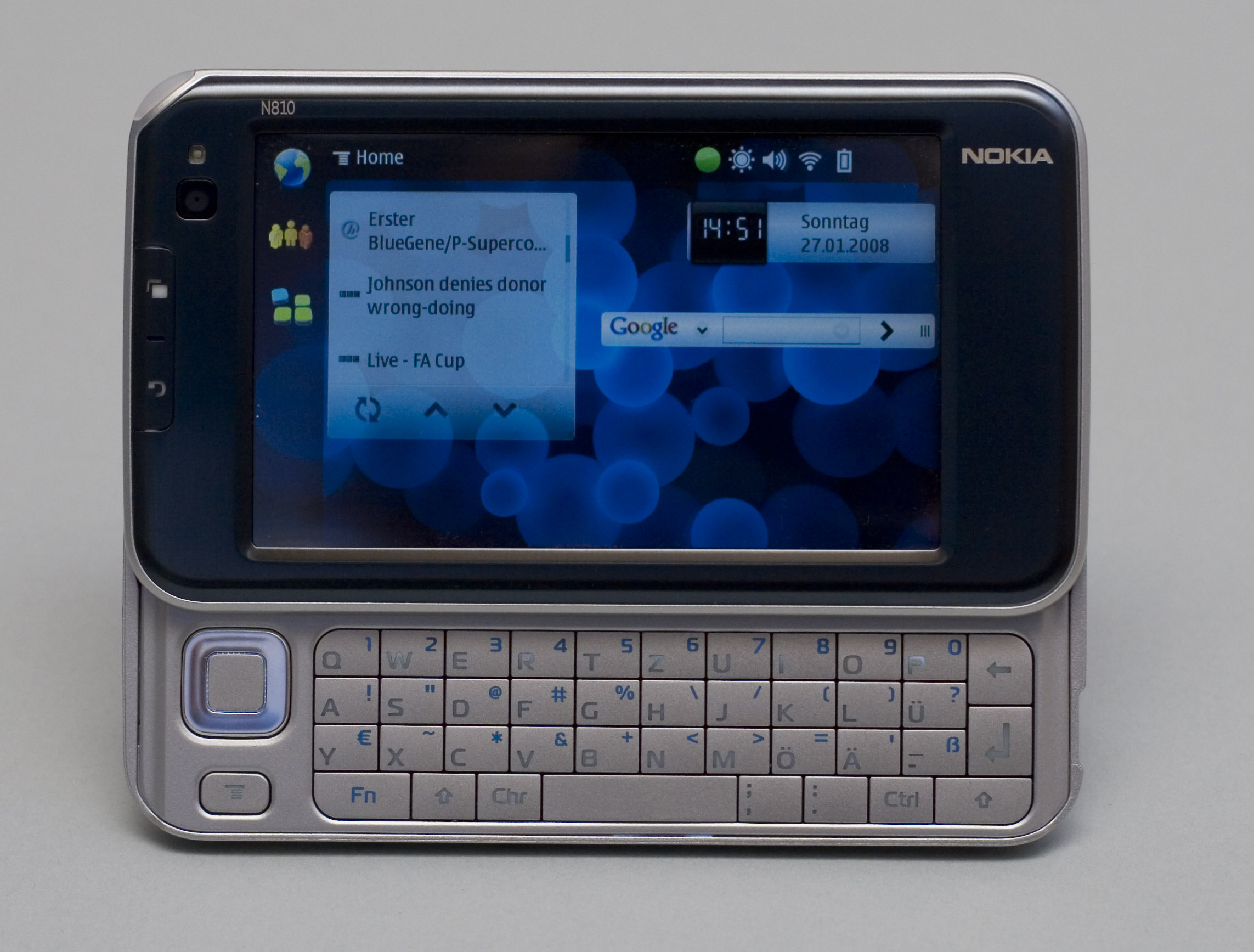
Typisches MID: das Nokia N810

Mobiles Internetgerät (englisch Mobile Internet Device, MID) ist eine von verschiedenen Anbietern verwendete Bezeichnung für einen multimediafähigen Handheld mit kabellosem Internetzugang. Es dient der Unterhaltung, Information und standortbasierten Diensten für den privaten Markt. Nur zweitrangig sind sie für Unternehmen gedacht. Ein MID ist etwas größer als ein Smartphone, aber kleiner als ein Ultra-Mobile PC (UMPC). Solche Geräte wurden daher so bezeichnet, weil sie die Nische zwischen Smartphones und Tablet PCs füllen. Diese Grenze ist jedoch nicht genau definiert. Ein typischer Vertreter wäre das Nokia N810 oder das Gigabyte M528 (Aigo MID).

## Intel MID platforms

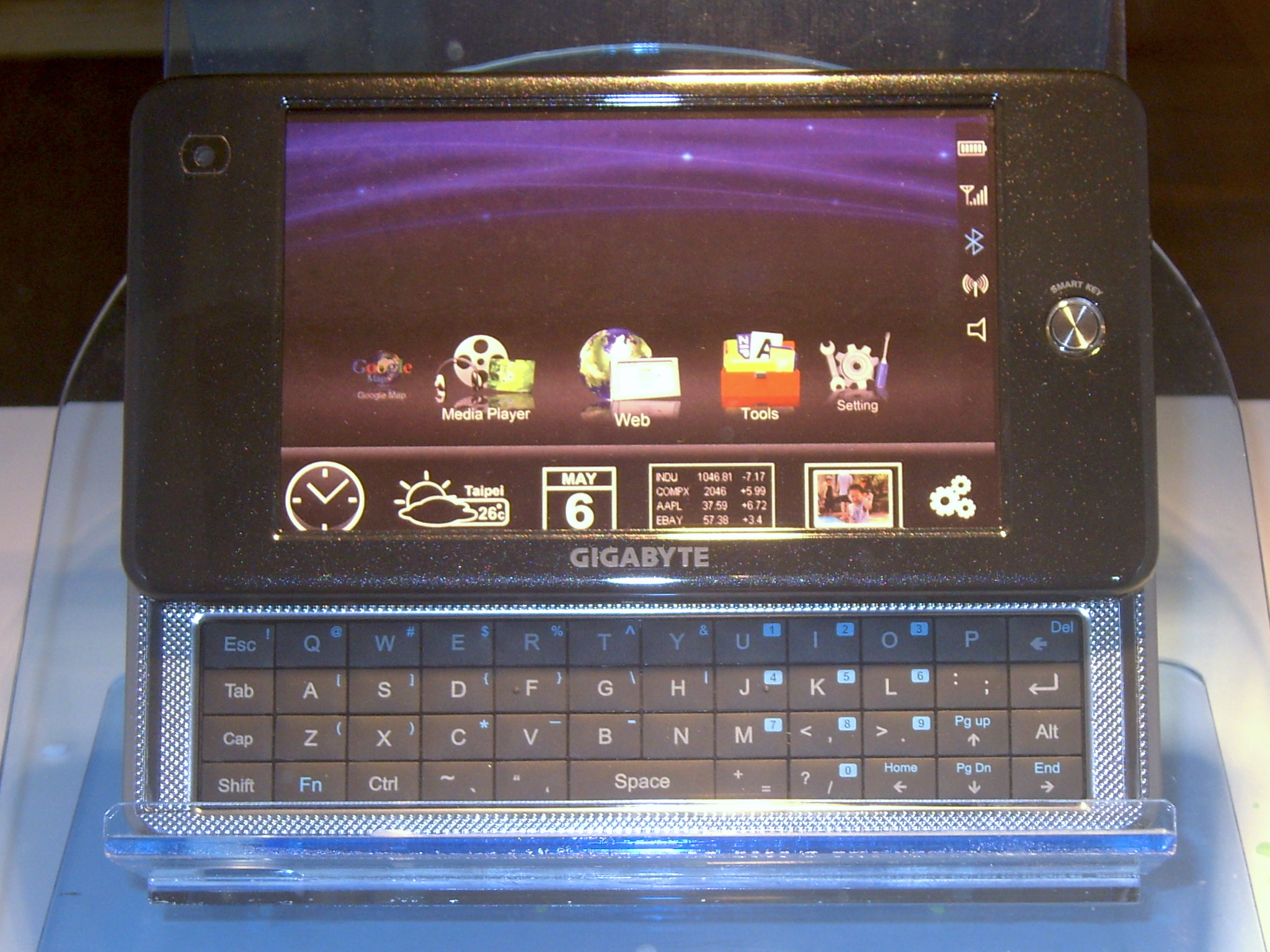
MID auf der Intelplattform Atom: Gigabyte M528

Intel kündigte einen MID-Prototyp auf dem Intel Developer Forum im Frühling 2007 in Peking an. Ein MID-Entwicklungskit von Sophia Systems mit dem Intel Centrino Atom wurde im April 2008 angekündigt.

### Hardware
Das Gerät basiert auf einem Prozessor und Chipsatz von Intel, der weniger Leistung aufnimmt als die meisten x86-Derivate und stellt eine Erweiterung der Centrino-Plattform dar. Zwischenzeitlich wurden verschiedene Plattformen angekündigt, die hier aufgeführt sind:

#### McCaslin Plattform (2007)
Diese Plattform enthält einen Intel-A100/A110-Prozessor (Codename Stealey) 90 nm mit 600 beziehungsweise 800 MHz.

#### Menlow Plattform (2008)
Diese Plattform enthält einen Intel-Atom-Prozessor (Codename Silverthorne and Diamondville) 45 nm CMOS mit bis zu 1,86 GHz. Es nutzt den Poulsbo Chipsatz (System Controller Hub) und beinhaltet Intel HD Audio, Azalia. Hierbei bezieht sich Azalia jedoch nicht auf den HD-Audio-Codec.

#### Moorestown Plattform (2009)
Diese Plattform enthält einen Intel-Atom-Prozessor (Codename Lincroft) 45 nm.

#### Medfield Plattform (2011)
Diese Plattform enthält einen 32 nm Penwell Intel-Atom-Prozessor.

### Betriebssystem
Intel MIDs werden auf einer Embedded-Version von Linux mit einer „fingerfreundlichen“ Benutzerschnittstelle basieren, das von Intel modifiziert wurde. Durch die Verwendung eines Dual-Core-Prozessors wird das Gerät dennoch in der Lage sein, mit Windows XP und Windows Vista zu laufen.
Intel kündigte für Mai 2007 eine Demoversion von Linux an, basierend auf Chinas Red Flag Linux (Red Flag MIDINUX).
Später verkündete Intel die Zusammenarbeit mit Ubuntu zur Entwicklung einer Ubuntu Mobile and Embedded Edition an, bekannt als Ubuntu MID Edition. Auf der Webseite Ubuntus heißt es über die Distribution, sie biete „die vollständige Erfahrung des Internets für Nutzer von Intels 2008 Mobile Internet Device (MID) Plattform.“